# Jogos Olímpicos de Verão da Juventude de 2030
Os Jogos Olímpicos de Verão da Juventude de 2030 vão ser a quinta edição dos Jogos Olímpicos de Verão da Juventude, festival internacional desportivo, educacional e cultural para os jovens atletas.

## Processo de licitação
O novo processo de licitação do COI foi aprovado na 134ª Sessão do COI em Lausanne, na Suíça. As principais propostas impulsionadas pelas recomendações relevantes da Agenda Olímpica 2020 são:
- Estabelecer um diálogo permanente e contínuo para explorar e criar interesse entre cidades/regiões/países e Comitês Olímpicos Nacionais para qualquer evento olímpico
- Criar duas futuras comissões anfitriãs (Jogos de verão e inverno) para supervisionar o interesse em futuros eventos olímpicos e reportar ao conselho executivo do COI
- Dar mais influência à Sessão do COI, fazendo com que não membros do CE façam parte das futuras comissões anfitriãs

O COI também modificou a Carta Olímpica para aumentar a flexibilidade, removendo a data da eleição de 7 anos antes dos jogos e mudando o anfitrião como uma cidade para várias cidades, regiões ou países.

### Futuras comissões de verão para anfitriões
A composição completa das Comissões de Verão, supervisionar anfitriões interessados, ou com potenciais anfitriões onde o COI pode querer criar interesse, é a seguinte:
| Membros do COI (6) | Outros membros (4)                                                                                   |
| --- | --- |
| - Kristin Kloster Aasen (cadeira) - Dick Pound - Li Lingwei - Kolinda Grabar-Kitarović - Luis Mejía Oviedo - Filomena Fortes | - Sarah Walker (Atletas) - Francesco Ricci Bitti (ASOIF) - Paul Tergat (NOCs) - Andrew Parsons (IPC) |

### Estágios de diálogo
De acordo com os termos de referência da Comissão Futura com regras de conduta, o sistema novo de licitação do COI é dividido em 2 fases de diálogo:
- Diálogo Contínuo: Discussões não compromissadas entre o COI e as partes interessadas (cidade / região / país / CON interessados em sediar) sobre a hospedagem de futuros eventos olímpicos;
- Diálogo direcionado: Discussões direcionadas com uma ou mais partes interessadas (chamadas de Anfitrião (s) Preferencial (is)), conforme instruído pelo Conselho Executivo do COI. Isso segue uma recomendação da Future Host Commission como resultado do Diálogo Contínuo.

### Linha do tempo
Futura reunião da comissão anfitriã de verão (16–17 de janeiro de 2020)

## Partes Interessadas
A seguir estão as partes interessadas em licitações para os Jogos Olímpicos da Juventude de Verão de 2030, uma das quais participou de um diálogo direcionado com o COI e a futura comissão anfitriã:

### América
- Medelin, Colômbia

Em setembro de 2019, o presidente do COI, Thomas Bach, se reuniu com o então presidente da República da Colômbia, Iván Duque Márquez. Duque manifestou grande interesse em uma candidatura (ao escolher Cartagena) para os Jogos Olímpicos da Juventude em 2026, e eles também discutiram o programa da Fundação Refúgio Olímpico na Colômbia. No entanto, quando o COVID-19 atingiu o mundo e o adiamento olímpico de Dakar para 2026, foi revelado que o ano em que se classificou para a candidatura era 2030. Em janeiro de 2020, foi informado que Medelin concorreria novamente aos Jogos Olímpicos da Juventude de Verão, após perder a candidatura de 2018 contra Buenos Aires. No final de fevereiro, o Comitê Olímpico da Colômbia (COC) concordou com Medelin como candidatura do país para as Olimpíadas.
- Cidade do México, Guadalajara, Monterrei ou Tijuana, México

Em 16 de janeiro de 2024, o México retirou sua candidatura para os Jogos Olímpicos de Verão de 2036, concentrando-se em vez disso na candidatura para os Jogos Olímpicos da Juventude.
- Lima, Peru

Em março de 2024, o Peru foi eleito sede dos Jogos Pan-Americanos de 2027, substituindo Barranquilla, na Colômbia. Lima também já sediou anteriormente os Jogos Pan-Americanos de 2019. Pouco depois de vencer a candidatura, o presidente do Comitê Olímpico Peruano, Renzo Manyari Velazco, disse que um dos próximos objetivos esportivos de seu país é sediar os Jogos Olímpicos da Juventude.
- Assunção, Paraguai

No dia 26 de dezembro de 2024, o presidente do Comitê Olímpico Paraguaio, Camilo Pérez, oficializou a candidatura de Assunção para os Jogos Olímpicos de Verão, visando trazer pela primeira vez ao país uma edição das olimpíadas.

### Ásia
- Phnom Penh, Camboja

Após o país sediar com sucesso os Jogos do Sudeste Asiático de 2023, o Camboja foi indicado para sediar os Jogos Olímpicos da Juventude de Verão no futuro, possivelmente para 2030. Se Phnom Penh for premiado, seria a primeira vez que o Camboja sedia um evento relacionado ao COI.
- Amedabade ou Mumbai ou Nova Deli, Índia

Em abril de 2018, o presidente do COI Thomas Bach conheceu o presidente da Associação Olímpica Indiana, Narinder Dhruv Batra, em sua viagem à Índia. Os dois líderes discutiram o futuro do esporte olímpico no país - particularmente olhando para os Jogos Olímpicos de Tóquio 2020. Eles também falaram sobre uma possível candidatura da Índia para sediar os Jogos Olímpicos da Juventude de 2026 e um forte interesse nos 2032 Olimpíadas de Verão e Paralímpiadas. Mais tarde, o membro do COI, Nita Ambani expressou um compromisso com a candidatura de Mumbai para os Jogos Olímpicos da Juventude de 2026, bem como um forte interesse nos Jogos Olímpicos de Verão de 2032, antes de ser concedido a Brisbane, Austrália. Narendra Batra revelou que os Jogos Olímpicos de Verão da Juventude de 2026 serão realizados em Delhi ou Bhubaneswar. Batra praticamente descartou Mumbai – a terceira cidade na corrida – já que a infraestrutura lá terá que ser construída do zero. A Índia também sediará o 140º COI Session em Mumbai em 2023. Em 2 de maio de 2020, em entrevista coletiva, Batra disse que o IOA leva a sério a licitação para o evento e iniciará a preparação dos documentos de licitação quando a pandemia de COVID-19 diminuir. Em outubro de 2023, o primeiro-ministro Narendra Modi, também defendeu que a Índia sediasse os Jogos Olímpicos da Juventude de 2030, bem como também os Jogos Olímpicos de Verão de 2036.
- Bangkok–Chonburi, Tailândia

Em setembro de 2017, Khun Ying, Patama Leeswadtrakul, sugeriu que o país deveria concorrer primeiro aos Jogos Olímpicos da Juventude, os eventos esportivos globais potencialmente premiados, depois que o Comitê Olímpico Internacional (COI) concedeu Paris e Los Angeles, hospedando 2024 e os Jogos Olímpicos de Verão de 2028, respectivamente durante a 131ª Sessão do COI. Ela também foi eleita como membro do COI nesta sessão do COI. Sua ideia foi apoiada pelo presidente do NOCT, vice-primeiro-ministro general Prawit Wongsuwan. Khun Ying Patama e o general Prawit demonstraram grande interesse em sediar os próximos Jogos Olímpicos da Juventude de Verão para o presidente do COI Thomas Bach durante Jogos Olímpicos de Inverno de 2018 em Pyeongchang, Coreia do Sul.
Durante a convenção SportAccord de 2018 em Bangkok, o presidente Bach compareceu a esta convenção e se encontrou com o primeiro-ministro, general Prayuth Chan-o-cha no edifício Thai-Khu-Fah, casa do governo de Tailândia. O general Prayuth ofereceu ao COI a licitação para os Jogos Olímpicos da Juventude de Verão de 2026.
Em 2 de outubro, o Gabinete da Tailândia aprovou o plano da candidatura das Olimpíadas da Juventude de 2026 pelo Ministério do Turismo e Esportes, Ministério do Turismo e Esportes ofereceu receita estimada e dinheiro rotativo dos jogos cerca de 1.000 milhões Baht tailandês.
- Ulã Bator, Mongólia

Durante a 141ª Sessão do COI em Mumbai, Índia, em 2023, o Comitê Olímpico Nacional da Mongólia foi um dos 10 Comitês Olímpicos Nacionais a participar de uma mesa redonda sobre futuros candidatos para os Jogos Olímpicos da Juventude. O Ministro da Cultura da Mongólia, Nomin Chinbat, e o membro do COI e Presidente do Comitê Olímpico Nacional da Mongólia, Battushig Batbold, estavam presentes. Durante a reunião, foi anunciada uma candidatura da Mongólia para sediar os Jogos Olímpicos da Juventude de Verão de 2030 ou 2034, bem como a 145ª Sessão do COI.

### Europa
- Sarajevo, Bósnia e Herzegovina

Em 27 de setembro de 2023, o presidente do Comitê Olímpico da Bósnia e Herzegovina, Izet Rađo, anunciou que a Bósnia e Herzegovina prepararia uma candidatura para sediar os Jogos Olímpicos da Juventude no futuro, embora não tenha sido especificado se eles buscariam os Jogos Olímpicos da Juventude de Verão ou de Inverno ou a edição convencional dos Jogos Olímpicos. Saravejo já sediou os Jogos Olímpicos de Inverno de 1984, quando pertencia à União das Repúblicas Socialistas Soviéticas (URSS) na então Jugoslávia, e recentemente recebeu o Festival Olímpico de Inverno da Juventude Europeia de 2019.
- Copenhaga, Dinamarca

Em 2023, um ano após uma proposta para Copenhague concorrer para sediar os Jogos Olímpicos de Verão de 2036 com orçamento pequeno, vários partidos políticos na Dinamarca concordaram com uma declaração de intenção de trazer as Olimpíadas da Juventude para a capital Copenhague. A prefeita do Comitê de Cultura e Lazer do Conselho Municipal de Copenhague, Mia Nyegaard, declarou que "Isso deve acontecer em 2030 ou 2034, e deve ser um passo no caminho para tornar Copenhague relevante como anfitriã olímpica."
Em Setembro de 2024, o Conselho Municipal de Copenhaga orçamentaria 500.000 coroas para explorar uma candidatura olímpica para 2036, e os fundos também serão usados para apresentar uma candidatura para os Jogos Olímpicos da Juventude de 2030.

### Cancelados
- Kazan, Rússia

Em dezembro de 2019, o ministro do Esporte da República do Tartaristão, Vladimir Leonov, confirmou que Kazan pretendia se inscrever nas Olimpíadas da Juventude de 2026 (que mais tarde foi para Dakar  após o adiamento dos jogos para 2026). Kazan sediou a Universíada de Verão de 2013 e várias partidas da Copa do Mundo FIFA de 2018, e foi a anfitriã planejada dos Jogos Mundiais de Inverno das Olimpíadas Especiais de 2022. No entanto, após a Invasão da Ucrânia em 2022, o COI proibiu a realização de eventos esportivos na Rússia ou na Bielorrússia, causando o cancelamento dos Jogos Mundiais de Inverno da Special Olympics, e possivelmente afetando os esforços da licitação.
- Kiev ou Odessa, Ucrânia

Em agosto de 2021, o ministro dos esportes ucraniano, Vadym Huttsait, anunciou que a Ucrânia poderia concorrer às Olimpíadas da Juventude de 2030 e aos Jogos Olímpicos de Verão de 2036 com a capital Kiev ou a cidade portuária de Odesa. O país nunca sediou as Olimpíadas nem as Olimpíadas da Juventude. Se premiado, marcaria a primeira vez que o país sediou um evento sancionado pelo COI, a Ucrânia também poderia concorrer aos Jogos Olímpicos da Juventude de Inverno de 2028 ou 2032. Odesa também está concorrendo para sediar a Expo 2030. No entanto, quando houve à Invasão da Ucrânia em fevereiro de 2022, os planos para a licitação foram significativamente interrompidos e, como resultado, a Rússia e Belarus suspenderam a licitação de quaisquer eventos olímpicos pelo COI.

## Direitos de transmissão
- Brasil - Grupo Globo[26]
- Japão - Japan Consortium[27]
- Coreia do Norte - JTBC[28]
- Coreia do Sul - JTBC[28]
- Estados Unidos - NBCUniversal[29]
- China - China Media Group